# Lalevići
Lalevići (en serbe cyrillique : Лалевићи) est un village du centre du Monténégro, dans la municipalité de Danilovgrad.

## Démographie

### Évolution historique de la population
| 1948 | 1953 | 1961 | 1971 | 1981 | 1991 | 2003 |
| ---- | ---- | ---- | ---- | ---- | ---- | ---- |
| 115  | 116  | 129  | 127  | 147  | 149  | 154  |